# 핫야이
핫야이(태국어: หาดใหญ่, Haad Yai/Had Yai)는 태국 남부 말레이시아 근처의 국경 도시이다. 2008년을 기준으로 도심부의 인구는 157,359명이며, 핫 야이 전체로는 80만명에 이른다. 핫 야이는 송클라 주의 가장 큰 도시이자 가장 인구가 많은 남부 태국의 메트로폴리탄 지구이다. 그리하여 종종 송클라 주의 주도로 착각하는 일도 있다. 송클라가 주도이며, 행정과 문화의 중심이지만, 핫야이는 비즈니스의 중심지가 된다. 이 두 도시는 가까운 거리 때문에 쌍둥이 도시로 여겨지며, 핫야이와 송클라는 핫야이-송클라 메트로폴리탄 지구를 구성한다.
핫야이라는 이름은 마 핫 야이의 줄임말로, 큰 마핫 나무를 의미한다.

## 역사
원래 철도역이 지어지기 전의 이름은 콕사멧춘이라는 이름이었고, 핫야이는 작은 마을이었다. 송클라의 도시와 연결되어 주요 도시로 연결된 교차로는 원래 유따빠오 지역에 위치했었지만, 1922년 유따빠오 지역이 홍수에 취약했기 때문에 콕수멧춘으로 옮겨졌다. 당시 콕수멧춘은 4가구 정도만 있는 작은 지역이었만, 중국인 쿤 니팟친콘의 투자로 철도가 나콘 시 탐마랏에서 빠타니로 연결되었다. 그리하여 곧 작은 타운으로 발전하기 시작했다.
1928년에 핫야이는 춤촌으로 만들었졌고, 1935년 12월 11일에는 행정구로 상향되었다.

## 날씨
하야이에는 건기와 우기가 있으며, 우기에는 몬순과 열대 우림의 영향을 받는다. 5월~12월까지 해당한다. 건기는 1월에서 4월까지이며, 가끔 소나기 때문에 홍수가 지곤 한다. 11월에는 500mm 이상의 강우량을 기록하며, 22일 동안 비가 올 수도 있다.
| 핫야이 국제공항의 기후                                                        | 핫야이 국제공항의 기후 | 핫야이 국제공항의 기후 | 핫야이 국제공항의 기후 | 핫야이 국제공항의 기후 | 핫야이 국제공항의 기후 | 핫야이 국제공항의 기후 | 핫야이 국제공항의 기후 | 핫야이 국제공항의 기후 | 핫야이 국제공항의 기후 | 핫야이 국제공항의 기후 | 핫야이 국제공항의 기후 | 핫야이 국제공항의 기후 | 핫야이 국제공항의 기후 |
| 월                                                                            | 1월                    | 2월                    | 3월                    | 4월                    | 5월                    | 6월                    | 7월                    | 8월                    | 9월                    | 10월                   | 11월                   | 12월                   | 연간                   |
| ----------------------------------------------------------------------------- | ---------------------- | ---------------------- | ---------------------- | ---------------------- | ---------------------- | ---------------------- | ---------------------- | ---------------------- | ---------------------- | ---------------------- | ---------------------- | ---------------------- | ---------------------- |
| 역대 최고 기온 °C (°F)                                                        | 35.4 (95.7)            | 37.4 (99.3)            | 38.9 (102.0)           | 39.7 (103.5)           | 38.5 (101.3)           | 36.8 (98.2)            | 37.3 (99.1)            | 36.9 (98.4)            | 36.5 (97.7)            | 36.3 (97.3)            | 34.7 (94.5)            | 34.1 (93.4)            | 39.7 (103.5)           |
| 일평균 최고 기온 °C (°F)                                                      | 31.2 (88.2)            | 32.7 (90.9)            | 34.2 (93.6)            | 34.7 (94.5)            | 34.1 (93.4)            | 33.5 (92.3)            | 33.3 (91.9)            | 33.2 (91.8)            | 32.7 (90.9)            | 32.0 (89.6)            | 30.7 (87.3)            | 30.1 (86.2)            | 32.7 (90.9)            |
| 일일 평균 기온 °C (°F)                                                        | 26.2 (79.2)            | 26.8 (80.2)            | 27.6 (81.7)            | 28.1 (82.6)            | 28.0 (82.4)            | 27.7 (81.9)            | 27.5 (81.5)            | 27.4 (81.3)            | 27.0 (80.6)            | 26.6 (79.9)            | 26.3 (79.3)            | 25.9 (78.6)            | 27.1 (80.8)            |
| 일평균 최저 기온 °C (°F)                                                      | 22.3 (72.1)            | 22.0 (71.6)            | 22.7 (72.9)            | 23.7 (74.7)            | 24.1 (75.4)            | 23.9 (75.0)            | 23.6 (74.5)            | 23.5 (74.3)            | 23.5 (74.3)            | 23.4 (74.1)            | 23.4 (74.1)            | 22.9 (73.2)            | 23.3 (73.9)            |
| 역대 최저 기온 °C (°F)                                                        | 17.6 (63.7)            | 18.2 (64.8)            | 18.5 (65.3)            | 20.0 (68.0)            | 21.2 (70.2)            | 20.9 (69.6)            | 20.3 (68.5)            | 20.6 (69.1)            | 20.9 (69.6)            | 21.1 (70.0)            | 20.7 (69.3)            | 19.1 (66.4)            | 17.6 (63.7)            |
| 평균 강수량 mm (인치)                                                         | 88.1 (3.47)            | 29.9 (1.18)            | 77.4 (3.05)            | 116.4 (4.58)           | 128.5 (5.06)           | 121.0 (4.76)           | 100.5 (3.96)           | 123.8 (4.87)           | 146.8 (5.78)           | 224.3 (8.83)           | 324.3 (12.77)          | 275.0 (10.83)          | 1,756 (69.1)           |
| 평균 강수일수 (≥ 1.0 mm)                                                      | 6.2                    | 2.8                    | 5.0                    | 8.7                    | 11.1                   | 9.8                    | 10.4                   | 10.9                   | 12.7                   | 16.8                   | 18.3                   | 15.2                   | 127.9                  |
| 평균 상대 습도 (%)                                                            | 80.1                   | 76.7                   | 76.4                   | 78.2                   | 80.3                   | 80.2                   | 79.7                   | 79.6                   | 82.0                   | 84.8                   | 86.8                   | 85.2                   | 80.8                   |
| 평균 월간 일조시간                                                            | 182.9                  | 166.7                  | 186.0                  | 144.0                  | 114.7                  | 111.0                  | 114.7                  | 114.7                  | 108.0                  | 111.6                  | 105.0                  | 108.5                  | 1,567.8                |
| 평균 일일 일조시간                                                            | 5.9                    | 5.9                    | 6.0                    | 4.8                    | 3.7                    | 3.7                    | 3.7                    | 3.7                    | 3.6                    | 3.6                    | 3.5                    | 3.5                    | 4.3                    |
| 출처 1: 세계기상기구 (평년값: 1991년~2020년), 태국 기상청 (극값: 1973년~현재) |                        |                        |                        |                        |                        |                        |                        |                        |                        |                        |                        |                        |                        |
| 출처 2: 태국 수자원수문학사무소 (일조시간: 1981년~2010년)                     |                        |                        |                        |                        |                        |                        |                        |                        |                        |                        |                        |                        |                        |

## 교통
핫 야이는 철도 역에 세워진 이후로 남부 태국 교통의 허브가 되었다.
방콕 에서 핫 야이 가는 방법은 비행기 로 갈수 있고, 버스 와 기차로도 갈수 있다. 비행기는 2시간 소요, 버스와 기차는 15시간 가량 소요된다.
꼬 리페 섬으로 가는 분은 대부분 비행기로 핫 야이 공항에서 내려, 미니밴 으로 팍 바라 선착장 으로 바로 이동한다.
참고로 미니밴은 핫야이 공항 과 기차역 앞에서 출발하며 , 편도 2시간 가량 소요된다.
말레이시아 육로로 이동시 철도 이용객은 핫 야이에 잠시 정차 했다가 파당 베사르 라는 말레이시아 역에서 입국심사 후 말레이시아로 들어가게 된다
버스 이용객은 송클라를 거쳐 부킷카유 히탐 에서 입국심사후 들어가게 되는데, 왕 프라촌 이나 파당을 통해서도 입국심사 후 넘어갈수 있다
다만, 왕 프라촌 이나 파당을 통해 입국하는 경우는 현지 경찰이 뇌물을 요구하므로 주의가 필요하며, 가급적 부킷카유 히탐으로 넘어가는 것을 추천한다.

## 관광
핫 야이 의 지리적 으로 말레이시아 와 국경이 붙어 있는 관계로 , 말레이시아 관광객 이 핫 야이로 많이 온다.
특히 국경 근처 사다오 라는 지역은 말레이시아 남성들이 많이 찾는 불건전한 업소들의 모여 있는 곳이다.
Kho Hong Mountain Viewpoint 는 핫 야이 시내를 한눈에 볼 수 있어 가장 많이 찾는 장소이다.
케이블 카도 운영하고, 밑에서 코끼리 열차를 타고 올라갈 수 있고, 야생 원숭이를 많이 볼 수 있다.
Khlong Hae Floating Market 도 많이 찾는 장소다. 다만 시골이다 보니 방콕과는 규모가 상당히 차이난다.

## 갤러리

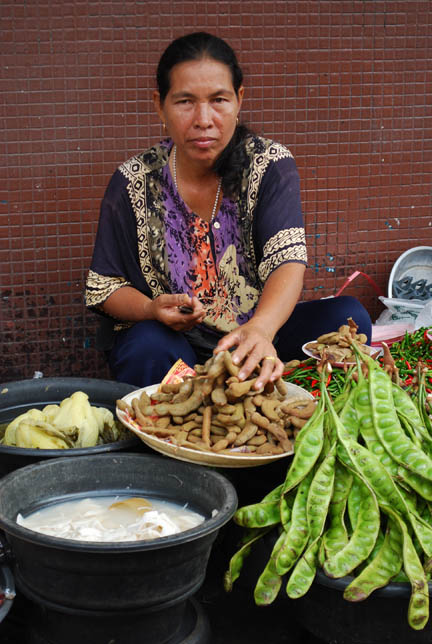
핫야이 웻의 채소상
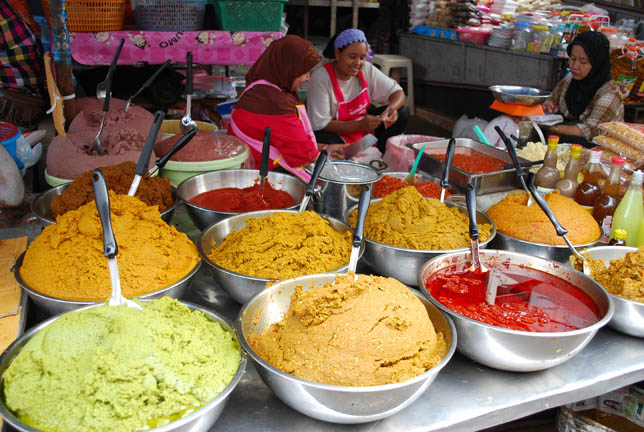
핫야이 웻 시장의 타이 카레
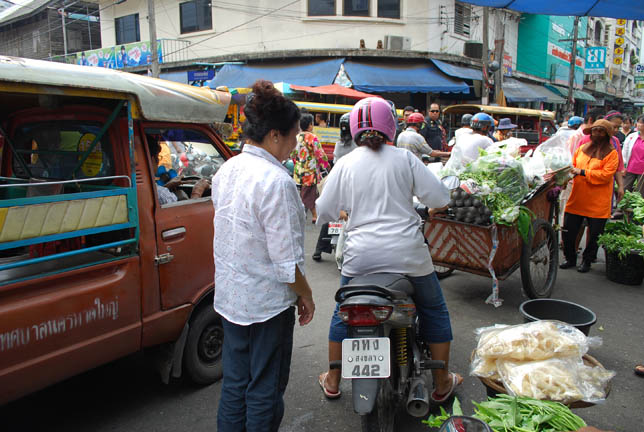
핫 야이의 뚝뚝
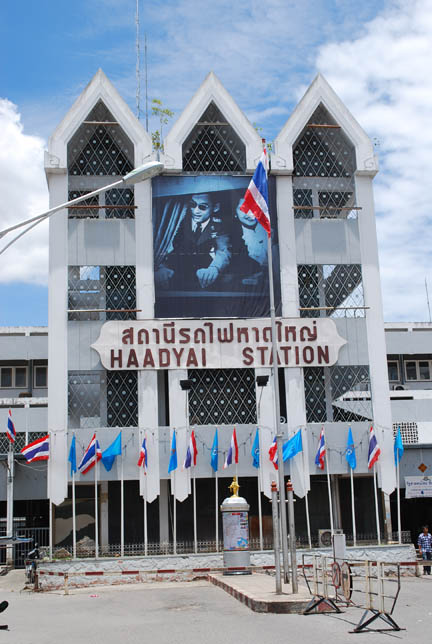
핫야이 철도역
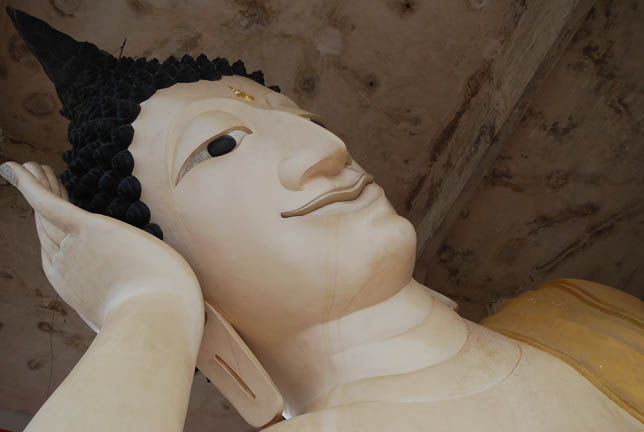
왓 핫야이 나이
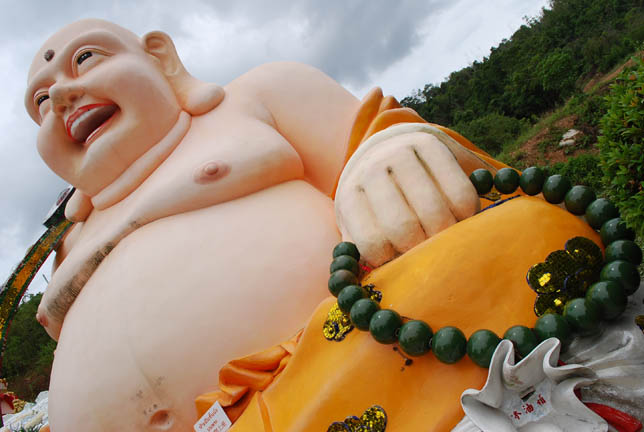
핫야이 시 공원의 환희보살상
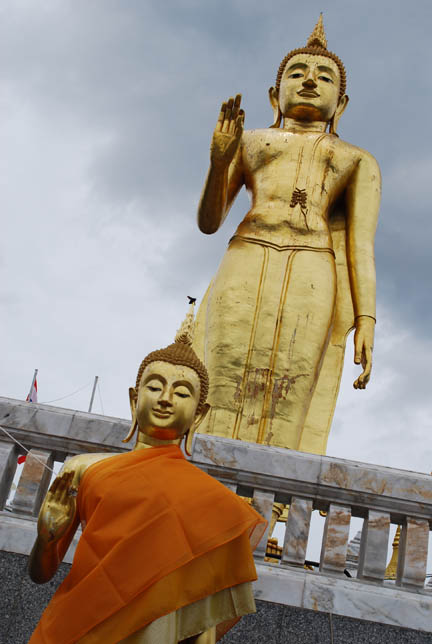
핫야이 공원 꼭대기의 불상